# Louis Coatalen
Louis Coatalen, född 11 september 1879, död 23 maj 1962, var en brittisk ingenjör och racingförare. 
Coatalen var först vid De Dion-Bouton, Clément och Panhard et Levasseur innan han lämnade Frankrike för England. Han arbetade från 1901 vid Humber som chefsingenjör.
Louis Coatalen och William Hillman bildade tillsammans Hillman Coatalen Motor Company. En fabrik byggdes i Stoke Aldermoor utanför Coventry. 1907 byggdes den första Hillman-bilen, 24HP Hillman-Coatalen. 1910 fick verksamheten namnet Hillman Motor Car Company sedan Coatalen lämnat för att arbeta på Sunbeam i Wolverhampton.